# Mors (mitologia)
Nella mitologia e nella letteratura dell'antica Roma, Mors (noto anche come Letus ) è la personificazione della morte ed equivale al greco Tanato. Il sostantivo latino "mors", genitivo "mortis", è di genere femminile, ma generalmente nelle rappresentazioni artistiche dell'antica Roma la morte non è mai stata rappresentata come donna; i poeti latini erano invece vincolati dal genere grammaticale della parola e si riferivano generalmente a Mors come fosse di genere femminile.